# Pseudohemiodon amazonum
Pseudohemiodon amazonum är en fiskart som först beskrevs av Delsman, 1941.  Pseudohemiodon amazonum ingår i släktet Pseudohemiodon och familjen Loricariidae. Inga underarter finns listade i Catalogue of Life.